# Lista de senhores de Meneses
Esta lista é composta pelos senhores de Meneses, localidade na província de Palência em Espanha
- Telo Peres de Meneses, 1.º senhor de Meneses.
- Afonso Teles de Meneses, 2.º senhor de Meneses e 1.º senhor de Albuquerque.[1]
- Telo Afonso Teles de Meneses, 3.º senhor de Meneses. Morreu antes de seu irmão Afonso quem herdou o senhorio .
- Afonso Teles, 4.º senhor de Meneses.
- Afonso Teles, 5.º senhor de Meneses, filho do anterior.
- Maior Afonso de Meneses, 6.ª senhora de Meneses.
- Afonso Telo de Meneses, 7.º senhor de Meneses, filho de Maior Afonso de Meneses e do infante Afonso de Molina.
- Telo Afonso de Molina, 8.º senhor de Meneses.
- Afonso Teles de Meneses, 9.º senhor de Meneses.
- Isabel Teles de Meneses, 10.ª senhora de Meneses, esposa de João Afonso de Albuquerque.
- Martim Gil de Albuquerque, 7.º senhor de Albuquerque e 11.º senhor de Meneses, filho de João Afonso de Albuquerque e Isabel Teles de Meneses.
- Pedro Manuel, senhor de Montealegre e Meneses 1370